# Eragrostiella
Eragrostiella es un género de plantas herbáceas perteneciente a la familia de las poáceas. Es originario de la India, Birmania, Ceilán, Australia.

## Taxonomía
El género fue descrito por Norman Loftus Bor y publicado en Indian Forester 66: 269–270. 1940. La especie tipo es: Eragrostiella leioptera (Stapf) Bor
Etimología
El nombre del género de Eragrostiella es un diminutivo del género de la misma familia Eragrostis.

## Especies
- Eragrostiella bifaria (Vahl) Bor
- Eragrostiella brachyphylla (Stapf) Bor
- Eragrostiella collettii (Stapf) Bor
- Eragrostiella leioptera (Stapf) Bor
- Eragrostiella lolioides (Hand.-Mazz.) Keng f.
- Eragrostiella nardoides (Trin.) Bor